# Autodrehkran 100 L60

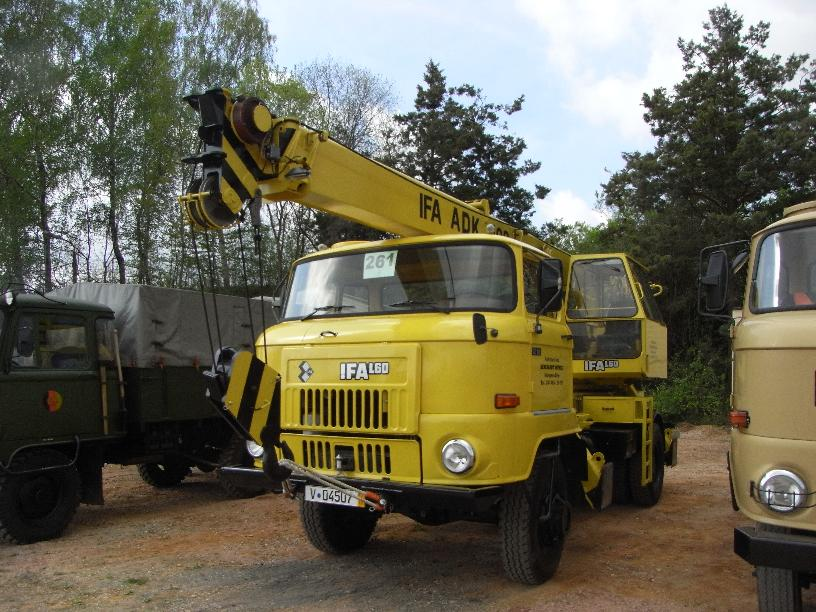
Autodrehkran 100 L60

Der Autodrehkran 100 L60 (ADK 100) wurde im VEB Maschinenbau Karl Marx Babelsberg produziert. Er ist zu unterscheiden von den ebenfalls ADK 100 genannten drei Prototypen, die als Funktionsmuster für den ADK 125 dienten.
Der ADK 100 L60 ist der Nachfolger der beiden Autodrehkrane auf W50-Fahrgestell, dem ADK 70 und dessen in nur geringer Stückzahl gebauten Nachfolger ADK 80. Neben den 30 Kränen auf dem Basisfahrzeug IFA L60 (1990–1992), dem leistungsgesteigerten Nachfolger des W50, wurde der ADK 100 bis 1995 auf weiteren Allrad-Fahrgestellen gebaut:
- KamAZ-43105 (1989–1990), 17 Fahrzeuge
- Mercedes-Benz 1317/1417/1820 AK (1992–1995), 11 Fahrzeuge[1]

## Kranaufbau
Der Kranaufbau unterscheidet sich durch die auf zehn Tonnen gesteigerte Tragkraft und das neu eingeführte Bedienhaus am Kran zu ADK 80. Beim L60 wurde sowohl das Standard- als auch das Militär-Fahrerhaus verwendet, außerdem kam neben der Standardbereifung vereinzelt die Niederdruck-Ballonbereifung zum Einsatz.